# 奥田民生
奥田民生（1965年5月12日—），日本创作歌手，作詞人，作曲人，主唱和吉他手以及音乐制作人。出生于广岛市东区尾长。父亲是广岛市议会议员奥田幹二。

## 人物概要
1987年，奥田民生担任日本摇滚乐队「UNICORN」的主唱出道，创作出了“大麻烦”（大迷惑）“精彩的一天”（すばらしい日々）等众多名曲、也可以说是日本“乐队热潮”时期的宠儿，乐队于1993年解散。此后经过了1年的充电期后于1994年开始个人活动，期间担任过少女组合「Puffy」的制作人，并且还和井上陽水结成名为「井上陽水奥田民生」的2人组合，从而全方面地开展与其他音乐人的合作活动。代表歌曲为“30岁”（イージュー★ライダー）、“为了爱”（愛のために）、“流浪”（さすらい）、“软糖”（マシマロ）等。
在各种音乐类型当道的今天，仍然坚持走摇滚乐的路线，更是被「ROCKIN'ON JAPAN」杂志授予「摇滚大将」的称号，「朝日新聞」也称他为「J-POP里程碑似的人物」。奥田民生擅长创作十分洒脱的曲风，另外从UNCORN时代至今自己的歌曲以及包括提供给Puffy的一部分歌曲中效仿了其他音乐人的曲目，引用比较多的是披头士跟ELO。
他本人对音质要求极高，诸如像不满足于CD的音质、抱怨车载音响里没有装备DAT等。杂志上对奥田CD的评价中经常出现「音质依旧是那么好」、「简直就象国外的音乐」这样的记载。2002年各个唱片公司开始引入Copy ControlCD（简称CCCD）、他是极少数在其引入之前就知道CCCD在音质方面存在问题的音乐人之一。并且从那次CCCD事件中也能看到奥田把自己一贯的观点以及那种向来与时代唱反调的风格融入到音乐里的姿态。说到他本人，上电视节目时虽然以散漫的，飘飘的态度自居，但却是个对音乐要求很严格的人。同行音乐人对他的评价也非常高。
奥田民生是吉他收集者、拥有数量相当之多的吉他。其中以GIBSON公司生产的吉他居多、长年爱用的是GIBSON1959年产的名器Les Paul Standard，并且在奥田40岁生日时，GIBSON公司特意赠与了他一把由Custom Shop生产的Les Paul Standard、这把名为「Gibson Custom Shop The INSPIRED BY Series Okuda Tamio Les Paul OT Special」的吉他忠实地重现了他从2008年8月起爱用至今的Les Paul Special的音色，仅限量制造/发售100把。
奥田民生非常热爱自己的家乡广岛、奥田自己交代是广岛东洋鲤鱼的大粉丝，就连球队的插图也曾一度换成过他的Q版形象。2004年,奥田民生在广岛市民球场进行了同球场史无前例的演唱会更是成为了热门的话题。
奥田民生的兴趣是垂钓和汽车，甚至本人曾说过「因为搞乐队没有时间来钓鱼只好停止进行单独活动」，奥田民生和职业垂钓手今江克隆、河辺裕和都有深交，关于汽车，交代自己4岁的时候仅听引擎声便能够辨别是哪种汽车，他的歌词中也经常有汽车的字样出现、甚至推出了以汽车为主题的精选大碟『CAR SONGS OF THE YEARS』，服饰上也是个人风格浓重，例如招牌的T恤、头巾、墨镜等。
奥田民生与同是广岛出身的吉川晃司是同一届校友。

## 略历
奥田民生于1965年出生于广岛县，先后毕业于广岛市立尾長小学、广岛市立二葉中学校、广岛县立広島皆実高等学校。中学时首次组乐队，高中时期所属射箭部，曾经在县大会中获过奖。升入广岛电子专业学校后继续从事音乐活动（之后从专业学校退学），起初担任贝司的角色，后来受到女孩子欢迎后开始创作歌曲。1986年加入了「UNICORN」担任主唱。同年通过Sony Music Entertainment的选拔。
1987年UNICORN从广岛进军东京,专辑『BOOM』大受欢迎。奥田民生以1989年推出的单曲「大迷惑」为契机逐渐立足，这以后还创作出了引起上班族共鸣的「働く男」、「ヒゲとボイン」、以及描述冬天的「雪が降る町」，还有「すばらしい日々」等等的名曲。UNICORN也和当时的THE BLUE HEARTS以及JUN SKY WALKER(S)2只乐队并驾齐驱，成为代表了“乐队热潮”时代的摇滚乐队。
- UNICORN甚至每次都被当时的ROCK杂志PATI-PATI在头条中谈及到、成为了那时乐队热潮的宠儿。并且凭借不单一且丰富的音乐性深受歌迷喜爱，其中不仅有一般的粉丝，还不乏象松任谷由实、氷室京介等同行和音乐评论家这样的职业粉丝。现在受奥田/UNICORN影响的ゆず等年轻一代的创作型组合也纷纷展露头角。
- 1992年与JUN SKY WALKER(S)的寺岡呼人结成组合「寺田」并进行演出。
- 电视节目「夢で逢えたら」的主题曲选用UNICORN的歌曲后便好几次参加了此节目的演出。这之后和同是UNICORN的队友阿部義晴一起担任了电视节目「民生君和阿部君」的主持。此后奥田也陆续参加了浜田雅功主持的电视节目（「人気者で行こう!」）。

1993年9月21日在广播「ALL NIGHT JAPAN」（日本放送）中、宣布UNICORN解散、为7年的活动打上了终止符，这以后奥田称为「充電期間」专念从事垂钓，大概1年的充电期过后、1994年单曲「愛のために」问世, 由此开始个人活动。此曲也为个人出道单曲的首张百万销量的单曲。
1996年、担任音乐制作人捧红了少女组合「Puffy」。她们那种独特的无力感成为当时议论的话题，身为制作人的奥田也倍受注目。
1997年、与井上陽水结成「井上陽水奥田民生」的2人组合，发行了1张大碟，并且这年为浜田雅功制作了单曲「春はまだか」。出演浜田雅功主持的节目「人気者でいこう!」。
1998年、用一把吉他弹唱的LIVE「ひとり股旅」成为话题。
2000年、出演北海道特别节目「鈴井の巣」、为大泉洋率领的「大泉BAND」制作了出道曲「負け戦」。
2001年、出演「Dream Power JOHN・Lennon SUPER・LIVE#2001年」。
2002年、在单曲「美しく燃える森」中作为临时主唱参加。
2003年、与真心ブラザーズ的YO-KING等4人结成組名为「O.P.KING」的乐队、发行MINI大碟『O.P.KING』。第2次在「Dream Power JOHN・Lennon SUPER・LIVE#2003」中出演。
2004年、纪念个人出道10周年、在广岛市民球场破天荒似的举办演唱会「ひとり股旅スペシャル@広島市民球場」、是首位在广岛市民球场举办演唱会的歌手。
2005年、公开在广岛市民球场中采集的影象电影『CUSTOM MADE 10.30』。并且时隔15年在「THE BAND HAS NO NAME」乐队中再活动。同年10月7日、第3次在「Dream Power JOHN・Lennon SUPER・LIVE#2005」中出演。
2006年、与Char、山崎まさよし3人组合、开展名为「三人の侍」的全国巡演。年末与ジェット機一起参加了UNICORN时期盟友阿部義晴的40岁纪念演出，并且时隔9年再次回归“井上陽水奥田民生”进行活动、于12月推出单曲「パラレル・ラブ」。2007年组合首次进行了巡演。
2007年迎来出道20周年。推出了井上陽水奥田民生的名義大碟。10月24日发售纪念大碟「ユニコーン・トリビュート」、「奥田民生・COVERS」。12月8日、第4次在「Dream Power JOHN・Lennon SUPER・LIVE#2007年」中出演。12月14日以纸制封面的形式再次发行过去的大碟。
2008年12月8日第5次在「Dream Power JOHN・Lennon SUPER・LIVE#2008年」中出演。
2009年伴随UNICORN的复活, 奥田民生终止了个人活动。

## 逸话
- 父亲是日本共产党中广岛市议会的一名议员（退休后经营食品店）,奥田小时候曾经帮忙递送过东西。名字「民生」也是由「日本民主青年同盟|民青」而来。时常被杂志・网络媒体误标成「民夫」。父亲选举时曾经举办过小型演唱会帮其声援。
- 出道前曾在一家咖啡店考察过一种名为「民生Special」的鸡肉食谱。
- 后来那家咖啡店的老板在提到此事时还透露当初曾因被着奥田擅自出版记载有关偶像及音乐人隐私的书刊，为此也惹怒了奥田，与之绝交，在歌曲「悩んで学んで」的PV中有烧掉这本书的一幕。
- 声称是奥田粉丝的木村拓哉与其一起上电视节目时曾演奏过他（木村）本人最喜欢的那首奥田为Puffy创作的「海へと」。木村也问过他「为什么这么好听的歌曲不自己来唱」奥田则解释说「没有时间」。后来这首「海へと」以LIVE CD的形式推出了奥田的版本。
- 关于担任Puffy制作人的动机，在本人自著的书中提到，在小室哲哉和小林武史开始走红的那个时代，自己是否也做的到，很想挑战一下，于是便开始了担当起制作人。
- 曾被ROCKING・ON杂志授予「ROCK大将」的称号。但奥田本人则说自己是「少将」加山雄三的大粉丝。
- 是さとう珠緒的大粉丝，曾在演出器械中粘贴她的写真图片。
- 是小泉今日子的大粉丝，在一起出演节目HEY!HEY!HEY!时不敢盯着她看，加上被ダウンタウン(日本的搞笑组合)的2个人冷嘲热讽，显得十分紧张。
- 2003年「日本J联赛・division2」里的「サンフレッチェ広島」和「アルビレックス新潟」2支球队对抗激烈，新潟一方使用UNICORN时期的「I'M A LOSER」做为应援歌曲并要向其所取收录许可时被拒绝，理由是「不可能向广岛的敌人提供歌曲」。不仅是在棒球领域，这一点又体现出了奥田的本土情。
- 奥田自己的歌曲虽然被多数人效仿过，但一部分歌曲的名称也是根据有名的书籍，歌曲的名称改变而来的。例如：「ワインのばか」（俄罗斯民谣『イワンのばか』）、「AND I LOVE CAR」（披头士乐队的「AND I LOVE HER」）、「怒りの別件」（李小龙的『精武门』，日文片名「怒りの鉄拳」）等。
- 「マシマロ」是先决定名称而后开始创作的歌词，歌词的结尾部分说明了主旨。
- 漫画家いくえみ綾是他的粉丝、在WEELKY YOUNG SUNDAY中将歌曲漫画化。
- 经常忘词。因此他创作的歌曲，歌词很少，或许是喜欢国外音乐的缘故，不怎么考究歌词，但他的歌词在国内还是拥有相当高的评价。
- 歌曲「息子」是在自己孩子出生前创作的。
- 2017年大根仁執導的電影想成為奧田民生的BOY與讓遇見的男人都瘋狂的GIRL首映，該片改編自同名漫畫，描述一名以奧田民生為榜樣的雜誌編輯的戲劇性生活，電影大量採用奧田民生所演唱的歌曲向其致敬。

## 专辑
1. 29（1995年3月8日）
2. 30（1995年10月1日）
3. FAILBOX [ミニアルバム]（1997年7月1日）
4. 股旅（1998年3月18日）
5. GOLDBLEND（2000年3月23日）
6. E（2002年9月19日）
7. LION（2004年10月6日）
8. comp [ミニアルバム]（2005年4月27日）
9. Fantastic OT9（2008年1月16日）
10. OTRL（2010年8月4日）
11. O.T.Come Home（2013年11月27日）
12. サボテンミュージアム（2017年9月6日）

## 单曲
1. 休日/健康（1992年8月29日）
2. 爱のために/cw. 爱する人よ（1994年10月21日）
3. 息子/cw. BEEF（1995年1月15日）
4. コーヒー/cw. 人の息子（1995年5月21日）
5. 悩んで学んで/cw. Hey Bulldog（1995年10月1日）
6. イージュー★ライダー/cw. ルパン三世主题歌II（1996年6月21日）
7. 恋のかけら/cw. ロボッチ（Live）（1997年11月1日）
8. さすらい/cw. 雨男（1998年2月5日）
9. 月を超えろ/cw. ワインのばか、メリハリ鸟、MOTHER（Live）（1999年2月20日）
10. マシマロ/cw. 怒りの别件、独裁者（2000年1月19日）
11. The STANDARD/cw. 夕阳ヶ丘のサンセット、オーナーは最高（2001年7月25日）
12. CUSTOM/cw. 哀愁の金曜日（2001年10月24日）
13. 花になる/cw. 监狱ロック、悲しくてやりきれない（2002年3月20日）
14. ヘヘヘイ/cw. 抱きしめたい、The Standard - 消灯（2002年9月4日）
15. まんをじして/cw. スモーキン・ブギ、マシマロ（ック）（2002年10月23日）
16. サウンド・オブ・ミュージック/cw. 最后のニュース（2004年4月28日）
17. スカイウォーカー/cw. 唇をかみしめて（2004年6月30日）
18. 何と言う/cw. 人ばっか（OT10メドレー・LIVEヴァージョン）（2004年8月25日）
19. トリッパー/cw. ドライバー、トリッパー（one light club mix）（2005年10月5日）
20. MANY/cw. KYAISUIYOKUMASTER（2006年7月19日）
21. 无限の风/cw. 明日はどうだ、オリエンタル・ダイヤモンド（宅录DEMO音源）（2007年11月21日）
22. SUNのSON/cw. Sun's Market（2008年9月17日）
23. 最強のこれから（2010年9月8日）
24. 拳を天につき上げろ（2012年1月11日）
25. 風は西から（2013年9月11日）

## 配信单曲
1. 明日はどうだ（2007年7月9日）
2. タビザル★ライダー（2011年4月13日）
3. EBm（2011年8月8日）

## 企画CD
1. CAR SONGS OF THE YEARS（2001年1月11日）（汽车音乐精选碟）
2. OKUDA TAMIO LIVE SONGS OF THE YEARS（2003年11月6日）（演唱会专辑）
3. 記念ライダー1号〜奥田民生シングルコレクション〜（2007年1月17日）（精选专辑）
4. 記念ライダー2号〜オクダタミオシングルコレクション〜（2007年1月17日）（精选专辑）
5. 奥田民生・カバーズ（2007年10月24日）（致敬专辑）
6. BETTER SONGS OF THE YEARS（2008年10月29日）（c/w曲精选专辑）
7. 僕らのワンダフルデイズ サウンドトラック（2009年11月4日）（原声专辑）
8. My Back Pages（2011年5月25日）（合作专辑）
9. Gray Ray & The Chain Gang Tour Live in Tokyo 2012（2012年3月28日）（演唱会专辑）
10. 奥田民生・カバーズ2（2013年3月6日）（致敬专辑）
11. 秋コレ 〜MTR&Y Tour 2015〜（2016年5月11日）（演唱会专辑）
12. 奥田民生 生誕50周年伝説“となりのベートーベン"（2016年9月7日）（演唱会专辑）

## 影象作品

### LIVE
1. tamio okuda TOUR "29-30"（1995）
2. tamio okuda TOURDUST "0-30"（1995）
3. TOUR 1997 股旅（1998）
4. ひとり股旅（1999）
5. TOUR 2000 GOLDBLEND（2000）
6. OKUDA TAMIO LIVE SONGS OF THE YEARS/DVD（2003）
7. ひとり股旅スペシャル@広島市民球場（2005）
8. okuda tamio Cheap Trip 2006（2006）
9. okuda tamio FANTASTIC TOUR 08（2008）
10. OKUDA TAMIO JAPAN TOUR MTR&Y 2010　C.C.Lemon Hall（2011）
11. ひとり股旅スペシャル@厳島神社（2012）
12. 奥田民生2013ツアー SPICE BOYS at 中野サンプラザ（2014）
13. 奥田民生ひとり股旅スペシャル@マツダスタジアム（2016）
14. 奥田民生 生誕50周年伝説“となりのベートーベン"（2016）

### PV集
1. OT clips of the years（2001）
2. OT clips of the years Vol.2（2004）

## 歌曲提供
- 大泉バンド

負け戦 作詞：大泉洋、作曲：奥田民生
- 大貫亜美

女の子男の子 作詞：奥田民生、作曲：Andy Sturmer、編曲：奥田民生
- 葛山信吾

バトル 作詞：秋元康、作曲：奥田民生、編曲：樫原伸彦
- 木村カエラ

BEAT 作詞：木村カエラ、作曲・編曲：奥田民生
ROCK ON 作詞：木村カエラ、作曲・編曲：奥田民生
1115 作詞：木村カエラ、作曲・編曲：奥田民生
- 小泉今日子

月ひとしずく 作詞：小泉今日子・井上陽水・奥田民生、作曲：井上陽水・奥田民生、編曲：白井良明
オトコのコオンナのコ 作詞：小泉今日子、作曲：奥田民生、編曲：菅野よう子
- THE COLLECTORS

悪い月 作詞・作曲：奥田民生
- 坂本美雨

鉄道員 作詞：奥田民生、作曲・編曲：坂本龍一
- 西城秀樹

きみの男 作詞・作曲：奥田民生、編曲：上邑博
- 鈴木祥子

たしかめていてよ 作詞：鈴木祥子、作曲：鈴木祥子・奥田民生、編曲：鈴木祥子・奥田民生・斎藤有太
赤い実がはじけてた 作詞：鈴木祥子・只野菜摘、作曲：鈴木祥子・奥田民生、編曲：鈴木祥子・奥田民生・斎藤有太
- ダウンタウン

くつみがき 作詞：松本人志、作曲：奥田民生、編曲：佐藤英二
- 中山忍

光のオペラ 作詞：巻上公一、作曲：奥田民生、編曲：有賀啓雄
- 芳賀ゆい

星空のパスポート 作詞：奥田民生、作曲：生福、編曲：小西康陽
- 濱田マリ

人の息子 作詞・作曲：奥田民生、編曲：森俊之
- Puffy

アジアの純真 作詞：井上陽水、作曲・編曲：奥田民生
これが私の生きる道 作詞・作曲・編曲：奥田民生
他多数
- 浜田雅功

春はまだか 作詞・作曲・編曲：奥田民生
- 松浦善博

フィルモア最初の日 作詞・作曲：奥田民生
- 山瀬まみ

ゴオ! 作詞：サエキけんぞう、作曲：奥田民生、編曲：三柴江戸蔵
地球よ 私のために廻れ! 作詞：朝野深雪、作曲：奥田民生、編曲：すがいゆきお・横関敦
- 吉田ヒロ

君の涙に微笑みを 作詞：島武実、作曲：奥田民生、編曲：鈴木智文
- KinKi Kids

スピード 作詞・作曲：奥田民生、編曲：白井良民

## 书籍
- 『奥田民生SHOW』/奥田民生・宇都宮美穂(1992)
- 『FISH ・OR・DIE』/奥田民生(1996)
- 『奥田民生別注武運』(1999)
- 『我知道的』/奥田民生（2005）
- 『奥田民生SHOW2』/宇都宮美穂・三浦憲治（2005）
- 『奥田民生吉他弹唱集』
- 『拉面 咖喱 音乐』/奥田民生（2014）

## 游戏
- 『○○おもいっきり男』/奥田民生監修(2003)